# L'Homme aux deux visages (film, 1929)
Pour les articles homonymes, voir L'Homme aux deux visages et Skin Deep.
Pour plus de détails, voir Fiche technique et Distribution.
L'Homme aux deux visages (Skin Deep) est un film américain réalisé par Ray Enright, sorti en 1929.

## Synopsis
Le gangster Joe Daley épouse Sadie, une chanteuse, et décide d'abandonner ses activités malhonnêtes et de remettre 100 000 dollars au procureur. À cause de cela, elle le trahit et s'associe à Blackie Culver, un chef de gang rival, avec qui elle piège Joe. Joe est envoyé en prison, ignorant toujours la trahison de Sadie. Elle fait croire à Joe que le procureur la recherche et qu'il doit la sauver en s'évadant. Il s'enfuit et se blesse au visage lors de l'évasion. Elsa Langdon, une fermière, demande à son père chirurgien de lui refaire le visage. Désormais méconnaissable, Joe apprend le complot de Sadie et retourne en ville.

## Fiche technique
- Titre : L'Homme aux deux visages
- Titre original : Skin Deep
- Réalisation : Ray Enright
- Scénario : Gordon Rigby d'après le roman Lucky Damage de Marc Edmund Jones[1],[2]
- Titres : De Leon Anthony
- Production : Warner Brothers
- Photographie : Barney McGill
- Montage : George Marks
- Distributeur : Warner Bros. Pictures
- Durée : 64 minutes
- Dates de sortie : 
  - États-Unis : 7 septembre 1929 (version sonore)
  - États-Unis : 2 novembre 1929 (version muette)

## Distribution
- Monte Blue : Joe Daley
- Betty Compson : Sadie Rogers
- Davey Lee : District Attorney Carlson's Son
- Alice Day : Elsa Langdon
- John Davidson : "Blackie" Culver
- John Bowers : District Attorney Carlson
- Georgie Stone : "Dippy"
- Tully Marshall : Dr. Bruce Landon
- Robert Perry : Tim